# Coupe CECAFA des clubs 2000
Navigation
Édition 1999 Édition 2001
La Coupe CECAFA des clubs 2000 est la vingt-sixième édition de la Coupe Kagame inter-club, une compétition organisée par la CECAFA (Conseil des Associations de Football d'Afrique de l'Est et Centrale) et qui regroupe les clubs d'Afrique de l'Est s'étant illustré dans leur championnat national. 
Cette édition regroupe huit formations réparties en deux poules. Les deux premiers de chaque poule se qualifient pour la phase finale, jouée en matchs à élimination directe.
C'est le club kenyan du Tusker FC qui remporte le trophée, après avoir battu en finale les Rwandais d'APR FC. C'est le troisième titre de l'histoire du club dans la compétition. 
Le Rwanda, pays hôte de la compétition, a le droit d'engager deux clubs alors que l'ensemble des autres membres de la CECAFA aligne un représentant. L'Éthiopie et l'Érythrée n'envoient pas leur représentant car les deux pays sont en conflit à la suite d'un litige concernant leur frontière.

## Équipes participantes
- APR FC - Champion du Rwanda 1999
- Mukura Victory - Vice-champion du Rwanda 1999
- Mtibwa Sugar - Vice-champion de Tanzanie 1999
- Tusker FC - Champion de Kenya 1999
- Vital'O FC - Champion du Burundi 1999
- Banaadir Telecom FC - Champion de Somalie 1999
- Villa SC - Champion d'Ouganda 1999
- Malindi SC - Vice-champion de Zanzibar 1999
- Al Hilal Omdurman - Champion du Soudan 1999 - Forfait
- Force Nationale de Police - Vice-champion de Djibouti 1999 - Forfait
- Red Sea FC - Champion d'Érythrée 1999 - Forfait
- Saint-George SC - Champion d'Éthiopie 1998-1999 - Forfait

## Compétition

### Premier tour
Groupe A :
| Rang | Équipe       | Pts | J | G | N | P | Bp | Bc | Diff |  | Résultats (▼ dom., ► ext.) |  |     |     |     |
| ---- | ------------ | --- | - | - | - | - | -- | -- | ---- |  | -------------------------- |  | --- | --- | --- |
| 1    | APR FC       | 7   | 3 | 2 | 1 | 0 | 8  | 2  | +6   |  | APR FC                     |  | 0-0 | 4-1 | 4-1 |
| 2    | Tusker FC    | 5   | 3 | 1 | 2 | 0 | 2  | 1  | +1   |  | Tusker FC                  |  |     | 1-1 | 1-0 |
| 3    | Mtibwa Sugar | 2   | 3 | 0 | 2 | 1 | 2  | 5  | -3   |  | Mtibwa Sugar               |  |     |     | 0-0 |
| 4    | Malindi SC   | 1   | 3 | 0 | 1 | 2 | 1  | 5  | -4   |  | Malindi SC                 |  |     |     |     |

Groupe B :
| Rang | Équipe              | Pts | J | G | N | P | Bp | Bc | Diff |  | Résultats (▼ dom., ► ext.) |  |     |     |     |
| ---- | ------------------- | --- | - | - | - | - | -- | -- | ---- |  | -------------------------- |  | --- | --- | --- |
| 1    | Mukura Victory      | 7   | 3 | 2 | 1 | 0 | 8  | 1  | +7   |  | Mukura Victory             |  | 1-0 | 0-0 | 7-1 |
| 2    | Villa SC            | 6   | 3 | 2 | 0 | 1 | 7  | 2  | +5   |  | Villa SC                   |  |     | 3-1 | 4-0 |
| 3    | Vital'O FC          | 4   | 3 | 1 | 1 | 1 | 5  | 3  | +2   |  | Vital'O FC                 |  |     |     | 4-0 |
| 4    | Banaadir Telecom FC | 0   | 3 | 0 | 0 | 3 | 1  | 15 | -14  |  | Banaadir Telecom FC        |  |     |     |     |

### Phase finale
|  | Demi-finales   | Demi-finales   | Demi-finales | Demi-finales |                               |           | Finale | Finale | Finale | Finale |
|  |                |                |              |              |                               |           |        |        |        |        |
|  |                |                |              |              |                               |           |        |        |        |        |
|  | Mukura Victory | Mukura Victory | 1            | 1            |                               |           |        |        |        |        |
|  | Mukura Victory | Mukura Victory | 1            | 1            |                               |           |        |        |        |        |
|  | Tusker FC      | Tusker FC      | 4            | 4            |                               |           |        |        |        |        |
|  | Tusker FC      | Tusker FC      | 4            | 4            | Tusker FC                     | Tusker FC | 3      | 3      |        |        |
|  |                |                |              |              | Tusker FC                     | Tusker FC | 3      | 3      |        |        |
|  |                |                | APR FC       | APR FC       | 1                             | 1         |        |        |        |        |
|  | APR FC         | APR FC         | APR FC       | APR FC       | 1                             | 1         | 2      | 2      |        |        |
|  | APR FC         | APR FC         |              |              |                               |           |        | 2      |        |        |
|  | Villa SC       | Villa SC       | 1            | 1            |                               |           |        |        |        |        |
|  | Villa SC       | Villa SC       | 1            | 1            | Match pour la troisième place |           |        |        |        |        |
|  |                |                |              |              |                               |           |        |        |        |        |
|  |                |                |              |              |                               |           |        |        |        |        |
|  | Mukura Victory | Mukura Victory | 1            | 1            |                               |           |        |        |        |        |
|  | Mukura Victory | Mukura Victory | 1            | 1            |                               |           |        |        |        |        |
|  | Villa SC       | Villa SC       | 4            | 4            |                               |           |        |        |        |        |
|  | Villa SC       | Villa SC       | 4            | 4            |                               |           |        |        |        |        |

### Finale
| 10 juin 2000 | Tusker FC | 3 - 1 | APR FC | Kigali |  |
|              |           |       |        |        |  |

| Coupe Kagame inter-clubs Tusker FC 3e titre |